# Boiga bourreti
Boiga bourreti là một loài rắn trong họ Rắn nước. Loài này được Tillack, Ziegler & Khac Quyet mô tả khoa học đầu tiên năm 2004.